# Swanville (Maine)
Swanville – miasto w Stanach Zjednoczonych, w stanie Maine, w hrabstwie Waldo.